# Kombai
Die Kombai sind ein Volk in Melanesien. Sie leben in der indonesischen Provinz Papua im westlichen Neuguinea.

## Leben
Die Kombai wurden außerhalb Neuguineas hauptsächlich bekannt durch ihre traditionellen Baumhäuser, die oft in über 20 Meter Höhe errichtet werden. Die Kombai leben an der Grenze zu den Korowai, die ebenfalls in Baumhäusern leben und ähnliche kulturelle Praktiken besitzen, jedoch eine andere Sprache sprechen. Die Währung der Kombai sind hauptsächlich wilde Schweine. Vor einer Hochzeit muss ein Kombaimann seine Frau von deren Familie erkaufen. Bezahlt wird hierbei jedoch meist mit Halsketten aus Hundezähnen.

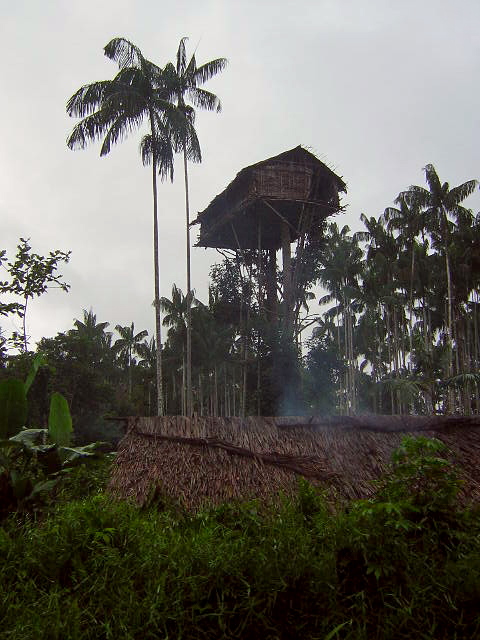
Ein Korowai-Baumhaus, identisch mit Kombai-Baumhäusern

Klans der Kombai veranstalten selten Feste, zu welchen sie Mitglieder anderer Klans laden, oft als Rückzahlung für Feste, die von anderen abgehalten wurde oder um ihren Namen nach einem Suangi-Angriff reinzuwaschen. Die Verpflegung auf den Festen besteht aus Sago und Maden, die im Sago leben. Letztere gelten als Delikatesse. Der Anführer der Familie, welche das Fest veranstaltet, hängt trockenes Buschwerk an die Decke des Ortes, an welchem gefeiert wird. Ist das Fest erfolgreich, wird das Buschwerk von den Gästen verbrannt.
Die Kombai leben vorwiegend in Klans. Jeder Klan lebt in einem großen Baumhaus, obwohl die meisten Aktivitäten im Freien stattfinden. Baumhäuser und Territorien werden mit Pfeil und Bogen verteidigt. In gewissen Bereichen werden keine Besitzansprüche gestellt oder Häuser gebaut, da dort nach dem Glauben der Kombai Geister wohnen. Die Tradition des Baumhausbaues hat seinen Grund in der leichteren Verteidigung in Kriegszeiten oder gegen Menschen jagende Stämme, welche in der Vergangenheit die Kombai terrorisierten.
Nahrung wird durch Jagd auf Schweine und andere Waldtiere beschafft. Auch Fisch, Käferlarven und Pflanzen gehören zur Grundverpflegung, ebenso Sago, das Mark der Sagopalme. Oft werden Hunde als Jagdtiere und Fährtensucher verwendet. Beutetiere werden gekocht, indem über dem Feuer erhitzte Steine auf in Blätter gewickeltes Fleisch gelegt wird, bis das Fleisch gar ist. Gefischt wird mittels eines kleinen Dammes, der errichtet wird. Giftige Wurzeln werden im Wasser zerkleinert, wodurch die Fische betäubt werden und an der Wasseroberfläche im Damm treiben. Danach werden die Fische einfach eingesammelt. Da die Nahrung im Wald reichlich ist, wird nichts eingelagert. Die Kombai stellen auch Zigarren aus Bambus her.
Nach der Tradition der Kombai wird jeder Fremde sowie jeder eingeladene Gast, der sich einem Baumhaus nähert, aufgehalten. Er muss beweisen, dass er keine schlechten Absichten hat, bevor es ihm erlaubt wird, weiter zu gehen.
Es ist bekannt, dass  die Kombai als Teil ihrer Kultur und ihres Glaubens Kannibalismus praktizieren.

## Religion
Selten werden von den Kombai Schweine als Opfer gebracht. Schweine gelten als heilige Tiere. Das Opfer beginnt damit, dass dem Tier die Beine zusammengebunden werden. Es wird zu einem Fluss gebracht und mit Pfeilen erlegt. Dabei wird auf einen schnellen Tod geachtet. Die drei Elemente, Feuer, Wasser und Luft werden beschworen. Danach wird das Tier gehäutet und das Fett wird abgeschabt und dem Gott Refafu dargeboten. Frauen dürfen der Zeremonie nicht beiwohnen und sie nicht beobachten, ansonsten würde sie als unwirksam betrachtet werden. Außerdem darf im betreffenden Fluss zwei Tage lang nicht gebadet werden, da Refafu das Blut des Schweines trinken soll.
Die Kombai glauben an böse Geister, Suangi genannt. Suangi sollen Seele, Blut und/oder die inneren Organe ihrer Opfer verzehren und dann die Körper mit Blättern und Gras ausstopfen. Es wird beschrieben, dass das Opfer eines Suagi-Angriffes sich an seinen Wohnort begibt, wo er unerklärlich krank wird. Ist der Betroffene fähig, den Namen des Suagi zu nennen, welcher ihn angegriffen hat, so wird der Betroffene getötet und gegessen. Nach dem Glauben der Kombai befreit dies die Seele des Angegriffenen.
Außerdem glauben die Kombai an Khakhua-Kumu, bösartige Männer, die ebenfalls die Seelen ihrer Opfer verzehren. Das Opfer muss ebenfalls getötet oder gegessen werden.

## In den Medien
Der Sender Discovery Channel zeigte die Dokumentation „Leben bei den Kombai“ („Living with the Kombai“) in den USA im Jahr 2007. Zwei Männer reisten nach Papua und verbrachten einige Monate mit einer größeren Kombai-Familie. Ihre Erfahrungen schlossen die Jagd auf Rieseneidechsen und wilde Schweine sowie das Fischen mit dem Damm ein. Außerdem halfen sie beim Fällen von Bäumen mit einer Steinaxt, stellten Sago her und konstruierten ein Baumhaus.